# Rimboval
Rimboval es una comuna francesa situada en el departamento de Paso de Calais, en la región de Alta Francia.

## Demografía
| 199 | 187 | 151 | 161 | 146 | 124 | 184 |
| Para los censos de 1962 a 1999 la población legal corresponde a la población sin duplicidades (Fuente: INSEE [Consultar]) |     |     |     |     |     |     |